# Југославија на Зимским олимпијским играма 1972.
Југославија (СФРЈ) је на једанаесте ЗОИ послала 26 својих представника. Ово је било девето учешће Југословенских спортиста на Зимским олимпијским играма. Игре су одржане 1972. године у Сапору, Јапан. 
Југославија је на ове игре послала укупно 26 спортиста. Југословенски представници су се такмичили у нордијском дисциплинама, алпском скијању и по трећи пут у Хокеју на леду. Као и на осам претходних олимпијада, југословенски спортисти нису освојили ни једну медаљу. Најбољи пласман остварио је скакач Данило Пудгар, освојивши 8. место на 90 m скакаоници, у конкуренцији од 52 такмичара.

## Алпско скијање
| Спортиста    | Дисциплина     | Поз. | Резултат                         |
| ------------ | -------------- | ---- | -------------------------------- |
| Марко Кавчић | велеслалом (м) | 31.  | 3.25,09 (+15,47) 1.39,01+1.46,08 |
| Марко Кавчић | слалом (м)     | дк   | дисквалификован                  |

## Нордијска комбинација
| Спортиста     | Дисциплина | Поз. | Резултат                                     |
| ------------- | ---------- | ---- | -------------------------------------------- |
| Јанез Горјанц | мушки      | 32.  | 337,520 поена редута: 155,8 п 15 km: 181,720 п |

## Скијашки скокови
| Спортиста       | Дисциплина | Поз. | Резултат                                        |
| --------------- | ---------- | ---- | ----------------------------------------------- |
| Марјан Месец    | 70 (м)     | 37.  | 195,4 поена 100,1 p. (74,0 m) + 95,3 p. (71,0 )  |
| Марјан Месец    | 90 (м)     | 37.  | 162,5 поена 78,7 p. (83,0 m) + 83,8 p. (84,5 )   |
| Данило Пудгар   | 70 (м)     | 27.  | 204,7 поена 112,4 p. (79,5 m) + 92,3 p. (68,5 )  |
| Данило Пудгар   | 90 (м)     | 8.   | 206,0 поена 98,5 p. (92,5 m) + 107,5 p. (97,5 )  |
| Драго Пудгар    | 70 (м)     | 35.  | 197,1 поена 97,8 p. (73,5 m) + 99,3 p. (73,5 )   |
| Драго Пудгар    | 90 (м)     | 23.  | 179,7 поена 95,6 p. (91,5 m) + 84,1 p. (84,0 )   |
| Петер Штефанчић | 70 (м)     | 10.  | 218,1 поена 107,9 p. (77,0 m) + 110,2 p. (77,5 ) |
| Петер Штефанчић | 90 (м)     | 48.  | 145,2 поена 67,6 p. (79,0 m) + 77,6 p. (84,0 )   |

## Хокеј на леду
| Спортиста | Дисциплина | Поз. | Резултати |
| --- | ---------- | ---- | --- |
| Антон Јоже Гале Руди Кнез Бого Јан Виктор Равник Иво Ратеј Драго Савић Иво Јан Франци Жботнар Руди Хити Борис Ренауд Јанез Путерле Албин Фелц Роман Смолеј Силво Пољаншек Виктор Тишлер Славко Беравс Бојан Кумар Божидар Беравс Горазд Хити Штефан Семе | мушки      | 11.  | квалификациона рунда: · 1- 8 Југославија - Шведска · Група Б (7.-11. места): · 2- 5 Југославија - Норвешка · 2- 6 Југославија - Немачка · 2- 3 Југославија - Јапан · 3- 3 Југославија - Швајцарска |